# Omorgus villosus
Omorgus villosus là một loài bọ cánh cứng trong họ Trogidae.